# De Grolsch Veste
De Grolsch Veste este un stadion de fotbal din Enschede, Olanda. Este stadionul echipei FC Twente.